# Podlaski Oddział Straży Granicznej
Podlaski Oddział Straży Granicznej imienia gen. dyw. Henryka Minkiewicza – jeden z dziewięciu oddziałów Straży Granicznej. 

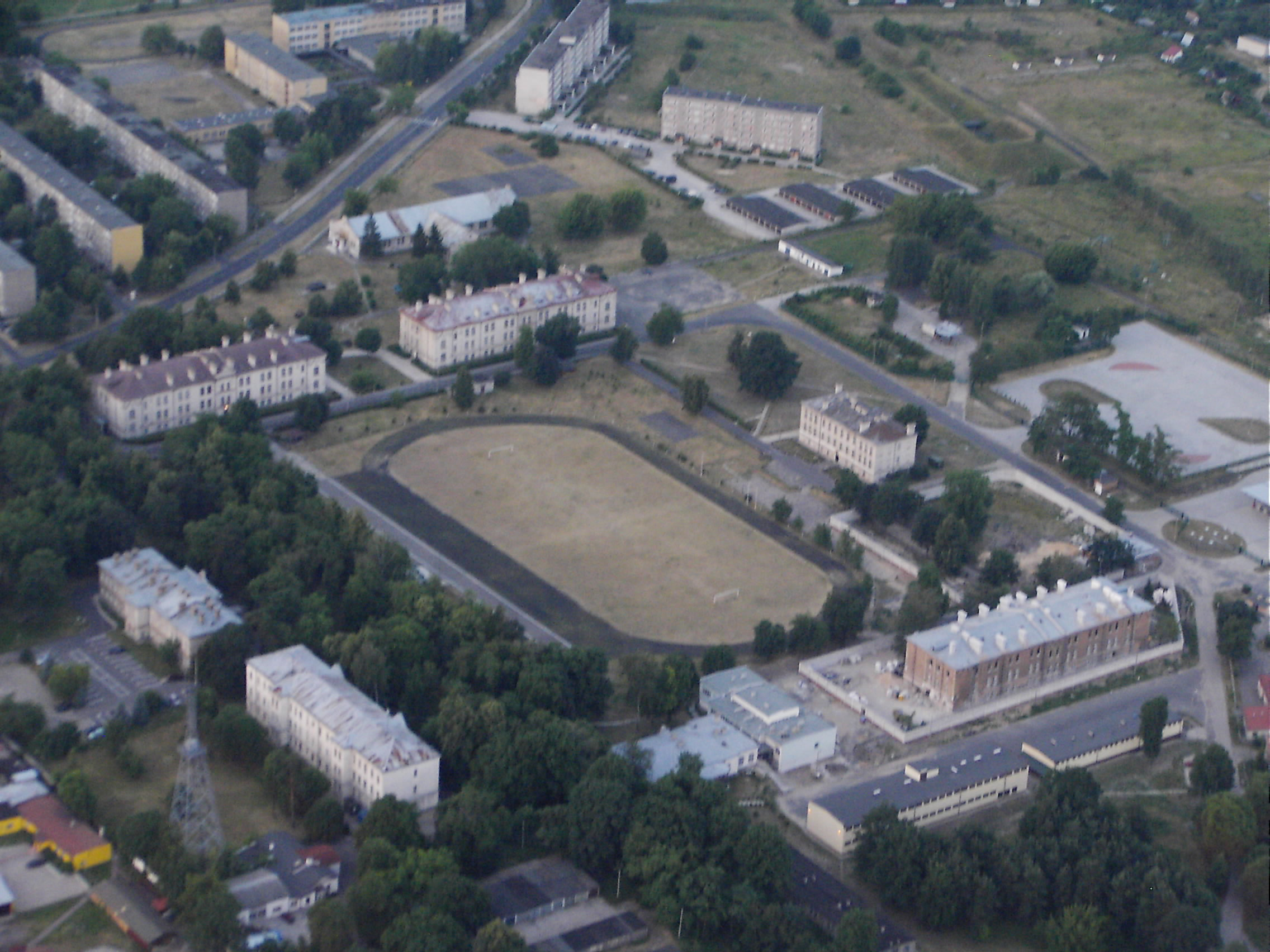
Koszary Podlaskiego Oddziału SG (styczeń 2012)

Swoją siedzibę ma w Białymstoku, a ochrania odcinek granicy państwowej o długości 246,93 km z Republiką Białoruską. Oddział na północy graniczy z Warmińsko-Mazurskim Oddziałem Straży Granicznej, a na południu z Nadbużańskim Oddziałem Straży Granicznej, ochraniając odcinek granicy z Republiką Litewską i Republiką Białorusi. Ponadto w zasięgu działania Podlaskiego Oddziału Straży Granicznej znajduje się odcinek o długości 104,28 km granicy wewnętrznej Unii Europejskiej (granica polsko-litewska).

## Formowanie i zmiany organizacyjne
Tworzenie Oddziału Straży Granicznej w Białymstoku rozpoczęto w lutym 1991. W dniu 14 lutego 1991 Komendant Główny SG płk prof. dr hab. Marek Lisiecki wydał Zarządzenie Nr 6/91 na mocy którego powstał Oddział Straży Granicznej w Białymstoku, któremu do ochrony został powierzony odcinek granicy państwowej od znaku granicznego nr 1988, stanowiącego rozgraniczenie z odcinkiem służbowej odpowiedzialności Oddziału SG w Kętrzynie, wyłącznie do znaku granicznego nr 1346, stanowiącego rozgraniczenie z Oddziałem SG w Chełmie.
Rozkazem Specjalnym Nr Pf-30 z 18 lutego 1991 Komendant Główny Straży Granicznej nadał 15 lutego 1991 roku białostockiemu oddziałowi nazwę „Podlaski Oddział Straży Granicznej” z miejscem stacjonowania w Białymstoku.
Zarządzeniem Komendanta Głównego SG Nr 6/91, w kwietniu 1991 do Warmińsko–Mazurskiego Oddziału SG Kętrzynie przekazano strażnice w miejscowościach Węgorzewo, Banie Mazurskie i Gołdap.
Zarządzeniem nr 019 Komendanta Głównego SG z 30 kwietnia 1991 w sprawie zorganizowania Oddziału SG w Chełmie oraz przeorganizowania Oddziałów SG w Białymstoku i Przemyślu w maju 1991 została podjęta decyzja o skróceniu na południu odcinka oddziału do linii rzeki Bug. W następstwie tej decyzji do Nadbużańskiego Oddziału SG w Chełmie przekazano graniczne jednostki organizacyjne w Janowie Podlaskim, Terespolu i Sławatyczach.
7 maja 1991 Komendant Główny Straży Granicznej płk prof. dr hab. Marek Lisiecki wydał zarządzenie nr 012 na mocy którego 16 maja 1991 rozwiązano Podlasko-Mazurską Brygadę Wojsk Ochrony Pogranicza w Białymstoku. Jednocześnie na mocy tego zarządzenia został utworzony Podlaski Oddział Straży Granicznej w Białymstoku według etatu nr 44/015 o stanie osobowym 952 funkcjonariuszy i 70 pracowników urzędów państwowych.
Decyzją nr 1 Komendanta Głównego Straży Granicznej z 20 stycznia 1992 nadano Podlaskiemu Oddziałowi Straży Granicznej w Białymstoku imię „ Gen. dyw. Henryka Minkiewicza” oraz sztandar. Uroczyste wręczenie sztandaru miało miejsce 23 maja 1992.
Zarządzeniem nr 64 Komendanta Głównego Straży Granicznej z 2 listopada 2010 określono i wprowadzono symbol Podlaskiego Oddziału Straży Granicznej.

## Zasięg terytorialny
W początkowym okresie istnienia Podlaski Oddział SG ochraniał odcinek granicy państwowej o długości 351,2 km. Swym zasięgiem obejmował województwa: białostockie i suwalskie. Po rozpadzie Związku Radzieckiego i powstaniu nowych państw oddział ochraniał odcinek granicy państwowej o długości 246,93 km z Republiką Białorusi oraz odcinek o długości 104,28 km z Republiką Litwy.
Aktualnie Podlaski Oddział Straży Granicznej obejmuje terytorialnym zasięgiem województwo podlaskie. 
W terytorialnym zasięgu działania oddziału, terenowymi organami Straży Granicznej byli komendant oddziału, komendanci strażnic i granicznych placówek kontrolnych, a po reorganizacji w 2004 jest komendant oddziału i komendanci placówek.
Ochraniany przez POSG odcinek granicy państwowej przebiega głównie lądem, przecinając duże kompleksy leśne Puszczy Augustowskiej, Knyszyńskiej i Białowieskiej. Ponadto strefa działania obejmuje obszar czterech parków narodowych: Białowieskiego, Biebrzańskiego, Narwiańskiego, Wigierskiego oraz parków krajobrazowych.

## Struktura organizacyjna
Kadra kierownicza i struktura organizacyjna Podlaskiego Oddziału Straży Granicznej 16 maja 1991:
Kadrę kierowniczą i strukturę organizacyjną Podlaskiego Oddziału Straży Granicznej podano za: Reorganizacja formacji granicznej na przykładzie oddziału w Białymstoku. W: Jan Nikołajuk: Biuletyn 3/2014. s. 84-85,95.
Graniczne jednostki organizacyjne:
- Strażnica Straży Granicznej w Czeremsze
- Strażnica Straży Granicznej w Białowieży
- Strażnica Straży Granicznej w Gródku – kpt. SG Turczyński Aleksander (Komendant)
- Strażnica Straży Granicznej w Sokółce
- Strażnica Straży Granicznej w Lipsku
- Samodzielna Strażnica Odwodowa Straży Granicznej w Augustowie – mjr SG Piotrowski Andrzej (Naczelnik)
- Strażnica Straży Granicznej w Sejnach
- Strażnica Straży Granicznej w Rutce Tartak
- Graniczna Placówka Kontrolna Straży Granicznej w Czeremsze – kpt. SG Więcław Andrzej (Komendant)
- Graniczna Placówka Kontrolna Straży Granicznej w Siemianówce – ppor. SG Niczyporuk Jan (Komendant)
- Graniczna Placówka Kontrolna Straży Granicznej Bobrowniki–Zubki Białostockie – kpt. SG Noskiewicz Zbigniew (Komendant)
- Graniczna Placówka Kontrolna Straży Granicznej w Kuźnicy – kpt. SG Karpienko Jerzy (Komendant)
- Graniczna Placówka Kontrolna Straży Granicznej w Ogrodnikach – por. SG Duda Kazimierz (Komendant).

22 marca 2002 zaczął funkcjonować po stronie polskiej w Granicznej Placówce Kontrolnej w Budzisku Punkt Kontaktowy Straży Granicznej, celem usprawnienia wymiany informacji z Republiką Litewską.
Od 2003 funkcjonowanie Podlaskiego Oddziału Straży Granicznej regulowało Zarządzenie nr 35 Komendanta Głównego Straży Granicznej z 24 września 2003 w sprawie nadania regulaminu organizacyjnego Komendzie Podlaskiego Oddziału Straży Granicznej im. gen dyw. Henryka Minkiewicza w Białymstoku (Dz. Urz. KGSG Nr 6, poz. 42, z 2005 r. z późniejszymi zmianami.
24 sierpnia 2005 w miejsce dotychczas funkcjonujących strażnic oraz granicznych placówek kontrolnych utworzono placówki Straży Granicznej. Funkcjonariusze i pracownicy pełniący służbę i zatrudnieni w strażnicach oraz granicznych placówkach kontrolnych Straży Granicznej stali się odpowiednio funkcjonariuszami i pracownikami placówek Straży Granicznej.
Od 22 kwietnia 2014 funkcjonowanie Podlaskiego Oddziału Straży Granicznej reguluje Zarządzenie nr 54 Komendanta Głównego Straży Granicznej z 22 kwietnia 2014 w sprawie nadania regulaminu organizacyjnego Komendzie Podlaskiego Oddziału Straży Granicznej imienia gen. dyw. Henryka Minkiewicza w Białymstoku (Dz. Urz. 2014.44).
Komendą Oddziału kieruje Komendant Oddziału przy pomocy zastępców Komendanta Oddziału, głównego księgowego oraz kierowników komórek organizacyjnych komendy oddziału. 
W skład komendy oddziału wchodzą komórki organizacyjne, o których mowa poniżej oraz Zespół Stanowisk Samodzielnych.
Zespół Stanowisk Samodzielnych, w skład którego wchodzą radca prawny i kapelan, jest bezpośrednio nadzorowany przez Komendanta Oddziału. 
Komórkami organizacyjnymi komendy oddziału są:
- Wydział Graniczny:
  - Punkt Kontaktowy w Budzisku
- Wydział Operacyjno-Śledczy
- Wydział do Spraw Cudzoziemców
- Wydział Koordynacji Działań
- Wydział Łączności i Informatyki
- Wydział Kadr i Szkolenia
- Pion Głównego Księgowego
- Wydział Techniki i Zaopatrzenia
- Wydział Zabezpieczenia Działań
- Wydział Ochrony Informacji
- Wydział Kontroli i Audytu Wewnętrznego
- Wydział Analiz, Informacji i Współpracy Międzynarodowej
- Służba Zdrowia Podlaskiego Oddziału Straży Granicznej z siedzibą w Białymstoku
- Strzeżony Ośrodek dla Cudzoziemców w Białymstoku.

W strukturze organizacyjnej Podlaskiego Oddziału Straży Granicznej funkcjonuje 16 placówek straży granicznej, z czego:
- 13 na zewnętrznej granicy UE (w tym 6 o charakterze przejść granicznych),
- 3 na wewnętrznej granicy UE.

Placówki Podlaskiego Oddziału Straży Granicznej:
- Placówka Straży Granicznej w Rutce-Tartak im. Marszałka Józefa Piłsudskiego
- Placówka Straży Granicznej w Augustowie
- Placówka Straży Granicznej w Sejnach
- Placówka Straży Granicznej w Płaskiej
- Placówka Straży Granicznej w Lipsku
- Placówka Straży Granicznej w Nowym Dworze
- Placówka Straży Granicznej w Kuźnicy
- Placówka Straży Granicznej w Szudziałowie
- Placówka Straży Granicznej w Krynkach
- Placówka Straży Granicznej w Bobrownikach
- Placówka Straży Granicznej w Michałowie
- Placówka Straży Granicznej w Narewce
- Placówka Straży Granicznej w Białowieży
- Placówka Straży Granicznej w Dubiczach Cerkiewnych
- Placówka Straży Granicznej w Czeremsze
- Placówka Straży Granicznej w Mielniku.